# Minice
Minice (en allemand : Minice) est une commune du district de Písek, dans la région de Bohême-du-Sud, en République tchèque. Sa population s'élevait à 34 habitants en 2020.

## Géographie
Minice se trouve à 22 km au sud de Příbram, à 24 km au nord-nord-est de Písek et à 73 km au sud-sud-ouest de Prague.
La commune est limitée par Mišovice au nord-ouest, au nord et à l'est, et par Myštice au sud et au sud-ouest.

## Histoire
La première mention écrite du village date de 1312.

## Transports
Par la route, Minice se trouve à 10,5 km de Březnice, à 30,5 km de Písek, à 83 km de Ceské Budejovice et à 116 km de Prague.